# Hattrop
Hattrop ist ein Ortsteil der Kreisstadt Soest im gleichnamigen Kreis in Nordrhein-Westfalen.
Der Ort liegt in der Niederbörde westlich von der Kernstadt Soest am Soestbach, der den Ort in einen nördlichen und südlichen Teil teilt. Östlich von Hattrop liegt das Gebiet der Soester Kernstadt, südlich der Soester Ortsteil Paradiese, westlich der welveraner Ortsteil Schwefe und nördlich der Soester Ortsteil Hattropholsen.

## Geschichte

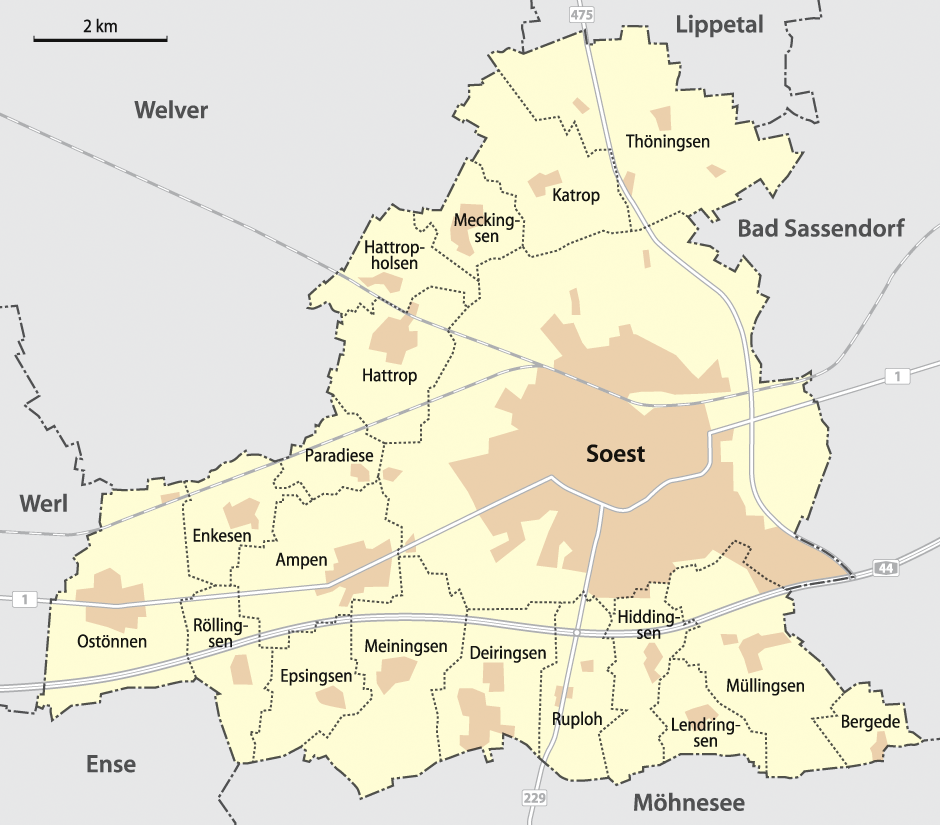
Soest und seine Ortsteile

Erstmals wurde Hattrop im Jahr 1186 in einer Akte Philipps von Heinsberg als Hattorp erwähnt. Der hier befindliche kölnische Oberhof umfasste 24 Hufen, vielfach im Ortsbereich selbst, aber auch in Hattropholsen, Meckingsen und Katrop. Hattrop gehörte von Anfang an zum Pfarrbezirk von St. Petri, wobei die katholische Bevölkerung heute bei St. Albertus-Magnus im Norden Soests eingepfarrt ist.
In Hattrop hatte der Künstler Wilhelm Morgner ab 1909 ein „Sommeratelier“. Im Jahre 1918 kam es in Hattrop zur Bildung eines „Bauernrates“ als bewaffneter Bürgerwehr.
Seit dem 1. Juli 1969 ist Hattrop durch das Soest/Beckum-Gesetz ein Ortsteil von Soest.

## Kultur und Sehenswürdigkeiten

### Einwohnerentwicklung
| Jahr | Ew. |
| ---- | --- |
| 1933 | 269 |
| 1939 | 284 |
| 1961 | 362 |
| 1998 | 399 |
| 2005 | 486 |
| 2008 | 488 |

## Partnerschaft Hattrop – Guérard
Im Jahr 1967 unterzeichneten die Bürgermeister der Gemeinde Guérard und der damals noch selbständigen Gemeinde Hattrop in der französischen Gemeinde ein Freundschafts-Protokoll. Schon seit der Zeit kurz nach dem Zweiten Weltkrieg bestanden bereits Kontakte auf persönlicher Ebene, denn der Hattroper Fritz Coers hatte in seiner Kriegsgefangenschaft Pierre Fanton, den Sohn eines französischen Landwirts aus Guérard, bei dem Coers arbeitete, kennengelernt.
Laut offiziellen Angaben  ist die Partnerschaft zwischen Guérard und Hattrop die älteste beurkundete Partnerschaft in Soest.

## Belege
1. ↑  http://hattrop.de/cms/index.php?option=com_content&view=article&id=190%3Ageschichtliche-zeitreise&Itemid=136&limitstart=3@1@2Vorlage:Toter+Link/hattrop.de+(Seite+nicht+mehr+abrufbar,+festgestellt+im+April+2018.+Suche+in+Webarchiven) Datei:Pictogram+voting+info.svg Info:+Der+Link+wurde+automatisch+als+defekt+markiert.+Bitte+prüfe+den+Link+gemäß+Anleitung+und+entferne+dann+diesen+Hinweis.
2. ↑  Marga Koske: Geschichte der eingemeindeten Soester Stadtteile. In: Soester Zeitschrift. 112 2000, S. 23–78, hier: 31
3. ↑  Archivierte Kopie (Memento des Originals vom 17. September 2007 im Internet Archive)  Info: Der Archivlink wurde automatisch eingesetzt und noch nicht geprüft. Bitte prüfe Original- und Archivlink gemäß Anleitung und entferne dann diesen Hinweis.
4. ↑  Marga Koske: Geschichte der eingemeindeten Soester Stadtteile. In: Soester Zeitschrift. 112 2000, S. 23–78, hier: 23-24
5. ↑  Martin Bünermann: Die Gemeinden des ersten Neugliederungsprogramms in Nordrhein-Westfalen. Deutscher Gemeindeverlag, Köln 1970, S. 92.
6. 1 2 3 4 5  Infoblatt 2010 (Memento des Originals vom 14. Mai 2011 im Internet Archive)  Info: Der Archivlink wurde automatisch eingesetzt und noch nicht geprüft. Bitte prüfe Original- und Archivlink gemäß Anleitung und entferne dann diesen Hinweis. (PDF; 78 kB)
7. ↑  Martin Bünermann, Heinz Köstering: Die Gemeinden und Kreise nach der kommunalen Gebietsreform in Nordrhein-Westfalen. Deutscher Gemeindeverlag, Köln 1975, ISBN 3-555-30092-X, S. 195.
8. ↑   Archivlink (Memento des Originals vom 10. Oktober 2007 im Internet Archive)  Info: Der Archivlink wurde automatisch eingesetzt und noch nicht geprüft. Bitte prüfe Original- und Archivlink gemäß Anleitung und entferne dann diesen Hinweis.